# Peter Kiprotich
Peter Kiprotich Cherus (Iten, 27 februari 1979 - 23 april 2011) was een Keniaanse langeafstandsloper.

## Loopbaan
In 2004 liep Kiprotich op zijn marathondebuut gelijk naar een vierde plaats in Frankfurt. Drie jaar later werd hij wederom vierde op dezelfde wedstrijd met een persoonlijk record van 2:08.48. In 2003 werd hij derde op de 25 km van Berlijn op slechts acht seconden van de winnaar Jason Mbote.
In Nederland was Kiprotich geen onbekende loper. In 2003 en 2004 werd hij derde op de Parelloop en in Rotterdam vierde op de marathon. Ook deed hij meerdere malen mee aan de City-Pier-City Loop en liep zijn persoonlijk record in Zaandam op de 10 Engelse mijl.
Kiprotich is meerdere malen als pacerunner (haas) actief geweest. In 2007 hielp hij Haile Gebrselassie om het wereldrecord te verbreken op de marathon van Berlijn.
Op 23 april 2011 overleed hij aan verwondingen die hij opliep bij een verkeersongeval.

## Persoonlijke records
| Onderdeel      | Prestatie | Datum             | Plaats    |
| -------------- | --------- | ----------------- | --------- |
| 5 km           | 13.50     |                   | Eldoret   |
| 10 km          | 28.06     | 28 augustus 2005  | Zevenaar  |
| 15 km          | 44.23     |                   | Iten      |
| 10 Eng. mijl   | 48.37     | 23 september 2001 | Zaandam   |
| halve marathon | 1:01.45   | 3 september 2006  | Glasgow   |
| 25 km          | 1:15.15   | 4 mei 2003        | Berlijn   |
| marathon       | 2:08.49   | 28 oktober 2007   | Frankfurt |

## Palmares

### 10 km
- 2001:  Salverda Berkumloop in Zwolle - 29.23
- 2001:  Goudse Nationale Singelloop - 28.37
- 2003:  Parelloop - 28.48
- 2003:  Salverda Berkumloop in Zwolle - 29.14
- 2003:  SevenaerRun - 28.12
- 2004:  Parelloop - 28.24
- 2004: 4e Zwitserloot Dak Run - 29.28,7
- 2005:  SevenaerRun - 28.06
- 2005: 6e Parelloop - 29.13
- 2006:  10 km van Groningen - 28.32
- 2006:  SevenaerRun - 28.32
- 2006: 4e Parelloop - 29.20
- 2007:  Fortis Loopfestijn Voorthuizen - 28.27
- 2008: 4e Fortis Loopfestijn Voorthuizen - 28.55
- 2009:  Wiezoloop in Wierden - 29.33

### 15 km
- 1999: 4e Moi University Road Race in Eldoret - 45.46,2

### 10 Eng. mijl
- 2001: 15e Dam tot Damloop - 48.37

### halve marathon
- 2002:  halve marathon van Tiberias - 1:06.50
- 2003:  Great Scottish Run - 1:01.49
- 2004:  halve marathon van Ein Gedi - 1:03.58
- 2004:  halve marathon van Zwolle - 1:02.32
- 2004:  Great Scottish Run - 1:01.48,2
- 2005: 12e City-Pier-City Loop - 1:02.49
- 2005: 4e Great Scottish Run - 1:04.11,5
- 2006:  Great Scottish Run - 1:01.45
- 2006: 9e City-Pier-City Loop - 1:02.47
- 2007:  halve marathon van Dalfsen - 1:04.47
- 2008:  halve marathon van Hamburg - 1:03.43
- 2009:  halve marathon van Zwolle - 1:02.10
- 2009:  halve marathon van Hamburg - 1:03.42

### 25 km
- 2003:  25 km van Berlijn - 1:15.15

### marathon
- 2004: 4e marathon van Rotterdam - 2:11.52
- 2005: 34e marathon van Rotterdam - 2:27.31,4
- 2006: 4e marathon van Frankfurt - 2:10.56
- 2007: 8e marathon van Hamburg - 2:11.10
- 2007: 4e marathon van Frankfurt - 2:08.49
- 2008:  Toronto Waterfront Marathon - 2:11.03
- 2009: 8e Marathon van Beppu Oita - 2:13.44
- 2009: 5e marathon van Taipei - 2:22.15
- 2010:  marathon van Gold Coast - 2:15.47
- 2011:  marathon van Kinmen - 2:19.22